# 王牌天神
是2003年美國喜劇電影，由湯姆·薛狄艾克導演，Steve Koren、Mark O'Keefe及Steve Oedekerk編劇。
本片其他演員包括珍妮佛·安妮斯頓、史提夫·卡爾、凯瑟琳·貝爾、麗莎·安·瓦特及菲力普·貝克·霍爾，東尼·班尼特（Tony Bennett）亦有客串演出。故事講述記者布魯斯·諾蘭因緣際會獲得上帝賜予的權力與神力，卻因此發生連串超乎預期的事件。
電影發行後獲得褒貶不一的評價，更因為劇中對天神的刻劃在埃及被禁映，但票房大獲成功，票房收入達4.84億美元。作品後延伸續作《王牌天神續集》。

## 劇情
布魯斯·諾蘭是紐約水牛城WKBW-TV目擊者新聞的記者，年過四十的他渴望登上主播台。當他的競爭對手埃文·巴克斯特被提拔成主播時，他在直播中發飆，導致他被開除，之後他又遭遇連串不幸。布魯斯向上帝抱怨，批評「祂才是那個該被開除的傢伙」。
布魯斯在他的呼叫器上收到一則訊息，他按著訊息指引抵達一間空的倉庫，並在那裏遇見上帝。上帝表示如果布魯斯自認能做得更好，那就讓他親自證明，並賦予他神力。上帝還告訴布魯斯，要他不能透露自己的神力，也不能用這個能力干涉自由意志。布魯斯最初對這項神力感到欣喜若狂，並用它謀取私利，不但取回自己的工作，又把他的女朋友葛瑞絲迷得神魂顛倒。他利用神力創造許多奇蹟（例如發現失蹤的吉米·霍法的屍體或讓流星墜落），並透過報導這些事蹟讓自己獲得出名，獲得「獨家先生」的稱號，接著布魯斯又讓埃文在直播中出糗，導致埃文被解雇，而自己登上主播台。在此期間，布魯斯持續聽到大量禱告，當他再次遇見上帝時，上帝表示布魯斯必須處理這些禱告，布魯斯創造一套類似電子郵件的系統來處理此事，儘管上帝已經表示這些禱告是僅來自水牛城的禱告，但隨著禱告越來越多，布魯斯便懶得逐件處理，決定一概同意所有祈願。
布魯斯參加慶祝自己升遷的派對，在葛瑞絲抵達會場時，發現布魯斯正在和他的聯合主播蘇珊熱吻，葛瑞絲憤而離去，布魯斯想挽留她，但無法干涉她的自由意志。之後布魯斯發現水牛城各處都因為自己同意了所有願望而陷入混亂：有些人希望隕石墜落，因此造成了不少災害；許多人希望中樂透，所以每位頭獎得主只分到17美元，而這些人上街示威導致全城騷亂。布魯斯回到上帝面前，上帝表示布魯斯必須自行收拾善後，於是布魯斯開始踏實地過生活，並手動處理電子郵件系統，盡其所能地處理各項祈禱內容。布魯斯從中發現了葛瑞絲的祈禱，內容是希望布魯斯能成功並獲得幸福，在布魯斯讀這些訊息時，葛瑞絲再次傳出她的祈禱，希望自己不要再愛布魯斯。
布魯斯呆若木雞地走在公路上，他請上帝收回神力，並希望自己掌握命運。布魯斯被車撞倒後，在一片虛空中清醒並遇見上帝。上帝問布魯斯真實的心願，布魯斯便許下願望，希望葛瑞絲能獲得幸福。上帝答應此事後，布魯斯回到人間，發現自己躺在醫院裡，身旁有葛瑞絲相伴。兩人重修舊好並在不久後訂婚，布魯斯重回記者工作，並力圖發掘生活中簡單但充滿樂趣的新聞。

## 角色
| 演員             | 角色            |
| 金·凱瑞          | 布魯斯·諾蘭     |
| 摩根·費里曼      | 上帝            |
| 珍妮佛·安妮斯頓  | 葛瑞絲          |
| 麗莎·安·瓦特     | Debbie Connelly |
| 菲力普·貝克·霍爾 | Jack Baylor     |
| 史提夫·加維      | 埃文·貝斯特     |
| 凯瑟琳·貝爾      | Susan Ortega    |
| 莎莉·柯蘭        | Anita Mann      |
| 諾拉·鄧恩        | Ally Loman      |
| 艾迪·詹米森      | Bobby           |

## 製作
本片的主體拍攝於2002年11月底至12月初結束。